# Laurie Lee
Laurence Edward Alan "Laurie" Lee, MBE (Slad, Gloucestershire, 26 de junio de 1914 - 13 de mayo de 1997) fue un poeta, novelista y escritor británico.
Su más famoso trabajo fue una autobiografía publicada como trilogía: Cider with Rosie (1959), As I Walked Out One Midsummer Morning (1969) y A Moment of War (1991). Mientras que el primer volumen relata su infancia en el idílico valle de Slad, el segundo recorre su estancia en Londres y en España en 1934, mientras que el tercero cuenta su regreso de su segundo viaje a España, donde combatía con las Brigadas Internacionales en la Guerra Civil.
Su experiencia en la guerra española ha sido cuestionada por algunos autores, diciendo que fue una fantasía del propio Lee.
Después de dedicarse a escribir de forma intensa hasta 1951, empezó a trabajar como periodista y guionista. Antes, durante la Segunda Guerra Mundial, había realizado algunos documentales.
Su mayor pasión fue siempre la poesía, aunque nunca llegó a destacar por ella. También escribió relatos breves, libros de viajes, ensayos y obras para radio.